# NGC 3672
NGC 3672 (другие обозначения — MCG -2-29-28, UGCA 235, IRAS11225-0931, PGC 35088) — спиральная галактика (Sc) в созвездии Чаша.
Этот объект входит в число перечисленных в оригинальной редакции «Нового общего каталога».
В галактике вспыхнула сверхновая SN 2007bm типа Ia, её пиковая видимая звездная величина составила 16,0.
В галактике вспыхнула сверхновая SN 2008gz типа II, её пиковая видимая звездная величина составила 16,2.
Галактика NGC 3672 входит в состав группы галактик NGC 3672. Помимо NGC 3672 в группу также входят NGC 3636 и NGC 3637.